# Warszawskie Studia Teologiczne
Warszawskie Studia Teologiczne – teologiczne czasopismo naukowe będące półrocznikiem wydawanym obecnie przez Akademię Katolicką w Warszawie. Pierwszym numer czasopisma ukazał się w 1983 r. Początkowo pismo było kwartalnikiem, jednak od 2020 r. wydawane jest jako półrocznik.   

## Redakcja czasopisma[3]
- prof. dr hab. Roman Bartnicki (Akademia Katolicka w Warszawie) – redaktor naczelny
- dr Andrzej Persidok (Akademia Katolicka w Warszawie) – zastępca redaktora naczelnego
- dr Janusz Stańczuk (Akademia Katolicka w Warszawie) – sekretarz redakcji
- prof. dr. Josef Dolista (Uniwersytet Karola w Pradze)
- prof. dr Mihály Laurinyecz (Katolicki Uniwersytet Pétera Pázmánya w Budapeszcie)

## Punktacja czasopisma
W wykazie czasopism naukowych Ministerstwa Edukacji i Nauki z 9 lutego 2021 r. półrocznik uzyskał 40 punktów.